# Арадипу
Арадипу (грч. Αραδίππου) је велико насеље на Кипру. Званично Арадипу припада округу Ларнака.
Арадипу је највеће предграђе важног острвског града ларнаке.

## Природни услови
Насеље Арадипу налази на северним границама Ларнаке. Насеље је смештено у подножју приобалног побрђа, на приближно 50 метара надморске висине.